# Yeshivá Kerem BeYavneh
La Yeshivá Kerem BeYavneh (en hebreo: ישיבת כרם ביבנה) es una aldea juvenil y una importante yeshivá ubicada en Israel. Está situada cerca de la ciudad de Asdod y cerca de Yavne, está bajo la jurisdicción del Consejo Regional de Hevel Yavne. En 2016, tenía una población de 492 habitantes.

## Historia e Ideología
Fue fundada en 1954, Kerem BeYavneh fue la primera hesder yeshivá. El primer jefe de la yeshivá de Kerem BeYavneh fue el renombrado erudito, el Rabino Chaim Yaakov Goldvicht. Tras su jubilación, Goldvicht fue sucedido por el Rabino Mordechai Greenberg, un exalumno de la yeshivá. Como todas las hesder yeshivás, Kerem BeYavneh es una institución religiosa sionista, que defiende la posición de que el Estado de Israel es un paso adelante concreto en la venida de la redención final. También tiene una perspectiva abierta hacia la cultura occidental, tanto con profesores con títulos universitarios como con estudiantes que asisten a la universidad.

## Estructura e inscripción
Los programas dentro de la yeshivá incluyen un programa "Hesder", un año sabático para estudiantes extranjeros y un colegio de formación para el rabinato. La yeshivá tiene una matrícula de alrededor de 300 estudiantes, incluidos los estudiantes de Israel y del extranjero, la mayoría de los cuales residen en dormitorios ubicados en el campus. Los estudiantes extranjeros provienen principalmente de los Estados Unidos, el Reino Unido, Sudáfrica y Canadá, pero también de otros países.